# Floralies internationales
Les Floralies internationales sont des floralies, expositions horticoles, qui regroupent des exposants de plusieurs pays.

## Liste des floralies internationales

### En Europe

#### Belgique
En Belgique, les floralies gantoises ont lieu tous les cinq ans à Gand. L'horticulteur gantois Ambroise Verschaffelt (1825-1886) en a été un des premiers promoteurs.

#### France
Il existe en France plusieurs floralies internationales.
- Les floralies internationales de Paris

- - L'édition de juin 1937 a eu lieu au Grand Palais. « L'espace d'un instant, la verrière du  Grand Palais devient une serre gigantesque, où sont mis en valeur les plus beaux spécimens de la flore française »[2].
  - L'édition de 1959, pour laquelle une affiche a été conçue par le peintre Gabriel Zendel, inaugure le Cnit et a donné lieu à l'émission d'un timbre représentant l'Arc de Triomphe et diverses fleurs, dessin et gravure par Pierre Gandon.
  - L'édition de 1969 voit la création du parc floral de Paris et donne lieu à l'émission d'un timbre représentant trois iris.

- Les floralies internationales de Nantes sont organisées tous les cinq ans au parc des expositions de la Beaujoire depuis 1971. La première édition a eu lieu en 1956, depuis, plusieurs thèmes se sont succédé ; « Fleurs d'aventure » en 2004, « Le pouvoir des Fleurs » en 2009, et « Bouquet d'Arts », du 8 au 18 mai 2014[3]. L'édition de 2024, année des Jeux olympiques de Paris, aura pour thème "Jeux de Fleurs" et se délocalise pour la première fois de Nantes vers le domaine du Logis de la Chabotterie en Vendée.

- Les floralies internationales de Martinique
  - la 1re édition des floralies internationales de Martinique s'est tenue en 1973 à Fort-de-France.
  - L'édition de 1979 a eu lieu sur le territoire des Trois-Ilets, sur un de ses sites emblématiques : Le parc des Floralies sous l'impulsion de l'Association des Floralies Internationales de Martinique. C'est à la demande de cette association que le parc naturel régional de la Martinique a été chargé de réaliser sur un terrain Départemental, un parc destiné à recevoir tous les 5 ans, les Floralies de la Martinique inscrites au calendrier de I'AIPH (Association Internationale des Producteurs de l'Horticulture). A cette occasion l'administration des PTT émet un timbre-poste le 5 février 1979. La dessinatrice du timbre est Huguette Sainson.
  - Le parc des Floralies s'étend sur 3 hectares entourés par le quartier La Pagerie (avec son musée) et le golf que traverse la RD 38.
  - Un programme d'aménagement avait été réalisé afin d'agrémenter les visites : présentation d'une centaine d'espèces végétales identifiées, volières d'oiseaux exotiques, aire de pique-nique, présentation d'artisanat local, aire de jeux pour enfants, théâtre de verdure...
  - Du 7 au 15 décembre 2019 se déroule la 4e édition des floralies internationales de Martinique au parc des Floralies aux Trois-Ilets. L’organisation de cet événement sous la thématique « Martinique, Terre de Biodiversités », s’inscrit dans le cadre de la procédure d’inscription des « Forêts et Volcans de la Montagne Pelée et des Pitons du Nord de la Martinique » au Patrimoine Mondial de l’UNESCO; une nouvelle occasion pour faire savoir que ... #MartiniqueMerveilleduMonde. Au sein du point chaud de biodiversité des Petites Antilles, la Martinique occupe une place prépondérante. Elle est au cœur de la biodiversité des Petites Antilles. On y retrouve la plus grande biodiversité en espèces arborées indigènes et endémiques. Mais la Martinique veut être plus que ça, elle veut être un symbole, « La Porte » du Monde horticole vers le 6ème continent, la Caraïbe. Elle veut faire honneur au nom que lui portaient jadis ses ancêtres amérindiens : Madinina, l’île aux fleurs !

- Florissimo de Dijon sont des floralies  internationales organisées tous les cinq ans au parc des expositions et des congrès de Dijon depuis 1980.

- Les floralies internationales de Bourg-en-Bresse sont triennales.

#### Italie
Euroflora, la plus importante exposition florale d'Italie, est organisée tous les  cinq ans sur le site de la Foire de Gênes.

#### Royaume-Uni
- Exposition florale de Chelsea

#### Russie
Les premières floralies de Moscou ont eu lieu en 2006

#### Suisse
Genève en 1996 a renoué après 40 ans d'interruption avec ses floralies triennales. En 2008, 35 villes du monde entier ont rivalisé de créativité sur la thématique du rêve.

### Au Moyen-orient
Les floralies internationales de Damas qui le 15 juin 2003 ont donné lieu à la sortie d'un timbre représentant une Rose de Damas.

### Amérique
Les floralies y sont très peu nombreuses. 
Seulement trois ont été des floralies internationales, à Montréal en 1980, à Colombus en Ohio en 1992 et Québec en fleurs en 1997.
- Floralies internationales de Montréal

Seule la France organise depuis 1979 tous les cinq ans les Floralies de la Martinique. Le Parc naturel régional se charge de réaliser le Parc des Floralies.

## Images

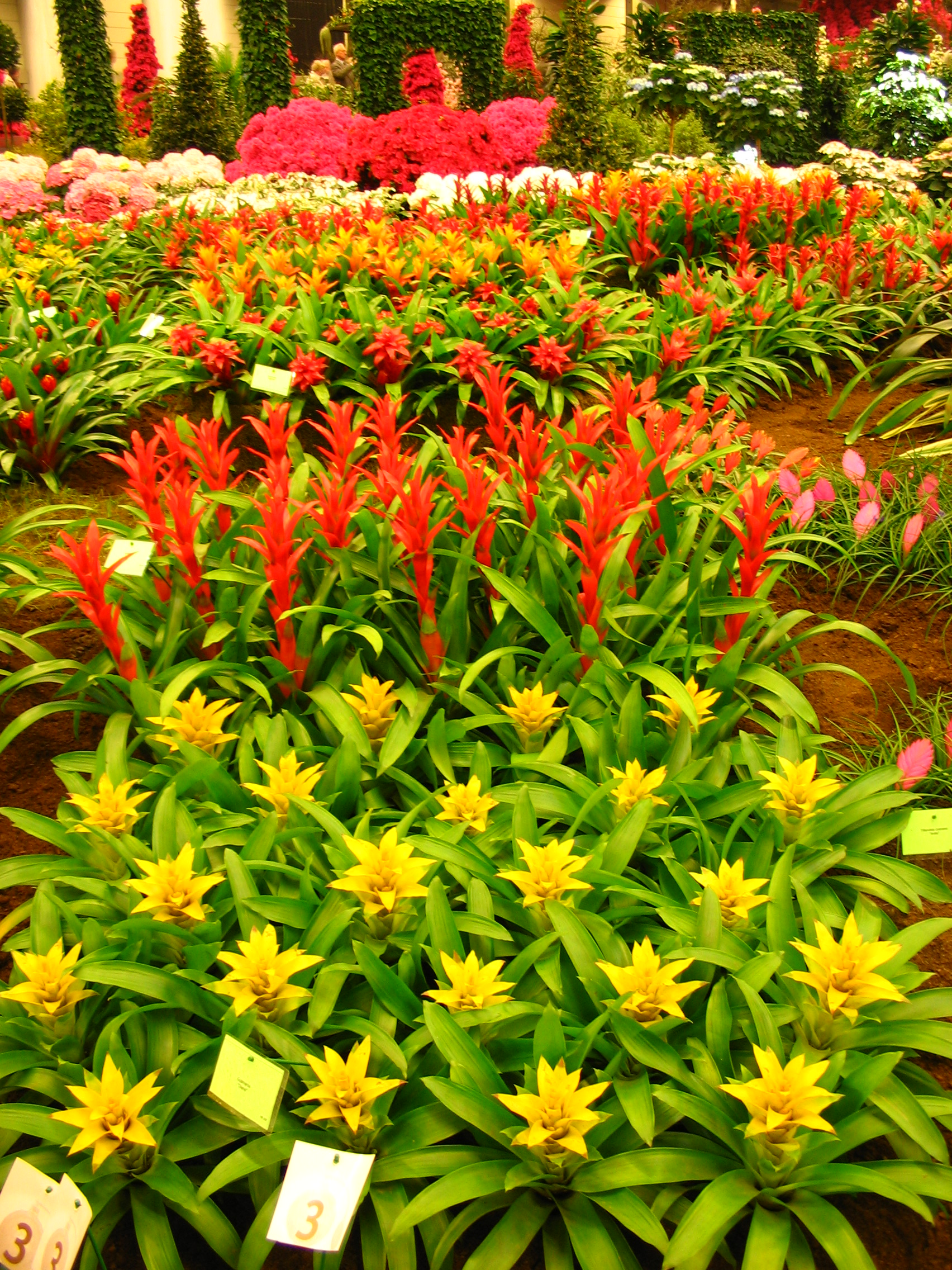
Floralies de Gand (Belgique), 04.2005.
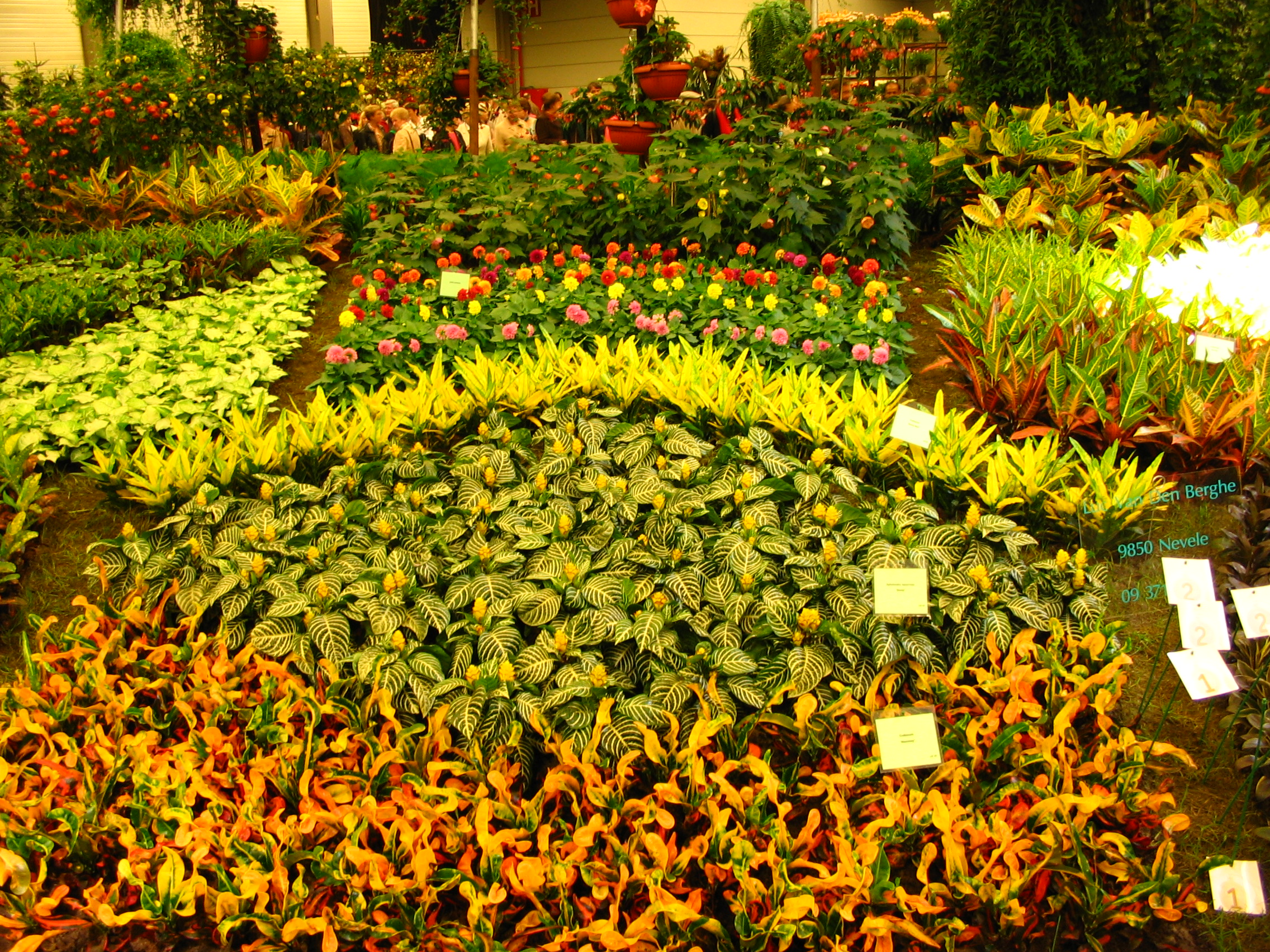
Floralies de Gand (Belgique), 04.2005.